# Tallinna FC Norma
Tallinna FC Norma – estoński klub piłkarski z siedzibą w Tallinnie funkcjonujący w latach 1959–1997.

## Historia
Został założony w 1959 i należał do największych klubów Estońskiej SRR. W 1992 został pierwszym po rozpadzie ZSRR mistrzem Estonii. W 1995 został zdegradowany do drugiej ligi, a w 1997 zlikwidowany.

## Sukcesy
- mistrz Estonii: 1992, 1992/93
- wicemistrz Estonii: 1994
- zdobywca Pucharu Estonii: 1994
- finalista Pucharu Estonii: 1993
- mistrz Estońskiej SRR: 1964, 1967, 1970, 1979, 1988
- zdobywca Pucharu Estońskiej SRR: 1962, 1965, 1971, 1973, 1974, 1989

## Europejskie puchary
Legenda do wszystkich tabel:
- Q – runda eliminacyjna, 1/16, 1/8, 1/4, 1/2 – odpowiednia faza rozgrywek, Grupa – runda grupowa, 1r gr – pierwsza runda grupowa, 2r gr – druga runda grupowa, F – finał, R – runda, PO – play-off
- k. – rzuty karne, los. – losowanie, Dogr. – dogrywka, w. – zasada bramek strzelonych na wyjeździe

| Sezon   | Rozgrywki                 | Runda | Klub             | Dom | Wyjazd | Ogólnie |
| ------- | ------------------------- | ----- | ---------------- | --- | ------ | ------- |
| 1992/93 | Liga Mistrzów             | 1Q    | Olimpija Lublana | 0–2 | 0–3    | 0–5     |
| 1993/94 | Liga Mistrzów             | 1Q    | HJK Helsinki     | 0–1 | 1–1    | 1–2     |
| 1994/95 | Puchar Zdobywców Pucharów | 1Q    | Maribor          | 1–4 | 0–10   | 1–14    |